# Rafik Halliche
Rafik Halliche (Algeri, 2 settembre 1986) è un ex calciatore algerino, di ruolo difensore.

## Carriera

### Club
Ha giocato nella massima serie algerina, in quella portoghese, in quella inglese e in quella qatariota.

### Nazionale
Ha segnato il primo gol in Nazionale durante la Coppa d'Africa 2010 contro il Mali. Ha partecipato a Mondiali di Sudafrica 2010 e a quelli in Brasile 2014.
Proprio in questo ultimo mondiale, il 22 giugno 2014 segna la sua seconda rete in nazionale contro la Corea del Sud.

## Palmarès

### Nazionale
- Coppa d'Africa: 1

Egitto 2019